# Motorola MicroTAC
El Motorola MicroTAC (también conocido como MicroTac, Micro-Tac, MicroT.A.C, MicroTec o simplemente, Microtac (sin mayúsculas convirtió en el modelo de los teléfonos posteriores. Su predecesor fue el Motorola DynaTAC y fue sucedido por el Motorola StarTAC. "TAC" era una de abreviatura de Total Area Coverage en los tres modelos.

## Características
Se trataba de un modelo analógico, cuya batería tenía una duración de 8 horas en espera. Para ampliar esa autonomía, las baterías venían en versión normal y extra (De doble grosor y casi un cuarto kilo). También había que sacar la antena extraíble para alcanzar la señal. Fue el primer modelo de teléfono móvil que incorporaba una tapa plegable. Una funda protectora hacía posible portarlo en el cinturón, lo que le hacía fácilmente distinguible.